# Боен състав на османската армия през Междусъюзническата война
Сухопътните сили, с които Османската империя се намесва в Междусъюзническата война, възлизат на повече от 250 000 души. Към края на юни 1913 г. основната част от тях (Чаталджанската армия) е съсредоточена в района на Цариград. Около 35 000 души са дислоцирани на европейския бряг на Дарданелите.
В състава на Чаталджанската армия, която трябва да настъпи по направлението Чаталджа – Люлебургас – Свиленград, влизат I, II, III, IV и X корпус – общо петнадесет пехотни дивизии плюс армейски резерв от четири пехотни дивизии. Втори корпус (3-та, 5-а и 12-а пехотна дивизия и 10-и конен полк) формира централната група под командването на Хасан Изет паша. Лявото (южно) крило се състои от X (4-та и 31-ва пехотна и една редифска дивизия) и I корпус (2-ра и 28-а пехотна и една редифска дивизия), командвани от Хуршид паша. От дясно (север) действат III (7-а, 8-а и 9-а пехотна дивизия, един конен полк) и IV сборен корпус (29-а пехотна и три редифски дивизии, един конен полк), командвани от Ахмед Абук паша.
Галиполската (Булаирската) армия, в която влизат три корпуса (I сборен, II сборен и III сборен) под командването на Фахри паша, има задачата да настъпи към Одрин в две колони и ариергард през Узункьопрю.